# بایرندورف
بایرندورف (به فرانسوی: Baerendorf) یک کمون در فرانسه است که در Unterelsaß واقع شده‌است. بایرندورف ۷٫۵۳ کیلومتر مربع مساحت دارد.